# Jarmund Nasser
Jarmund Nasser (Caiapônia, em Goiás, 18 de julho de 1925 -  Goiânia, 24 de maio de 2004), e um advogado, político, jornalista e funcionário público brasileiro. Era filho de Elias Jorge Nasser e Anna Nasser.
Faleceu em Goiânia, no dia 24 de maio de 2004.
Era casado com Elisa Vasconcelos Nasser.